# Savakabuddha
Sāvakabuddha (pali. Sāvaka – "ten który słucha" + buddha – "oświecony, przebudzony"; skt. śrāvakabuddha; tyb. nyan thos) w buddyzmie oznacza istotę, która osiągnęła oświecenie słuchając Dharmy głoszonej przez Sammāsambuddhę ("Samo w pełni Oświeconego"). Samemu nie tworzy nowej nauki a jedynie przekazuje zasłyszaną.
Termin ten, stosowany w złożeniu ariyasāvaka (pali. Szlachetni Uczniowie), określa osobistych uczniów Buddy.
Sāvakabuddha jest jednym z trzech rodzajów buddów:
- sammāsambuddha ("Samo w Pełni Oświecony")
- sāvakabuddha ("Oswiecony Ten Który Słucha)
- paccekābuddha – (Milczący Oświecony)

Jego Oświecenie nie jest w żaden sposób inne niż oświecenie sammāsambuddhy czy paccekābuddhy * jest jedynie osiągnięte w inny sposób.
W buddyzmie mahayany Sāvakabuddha jest synonimem arahata (arhata).